# 休闲快餐店

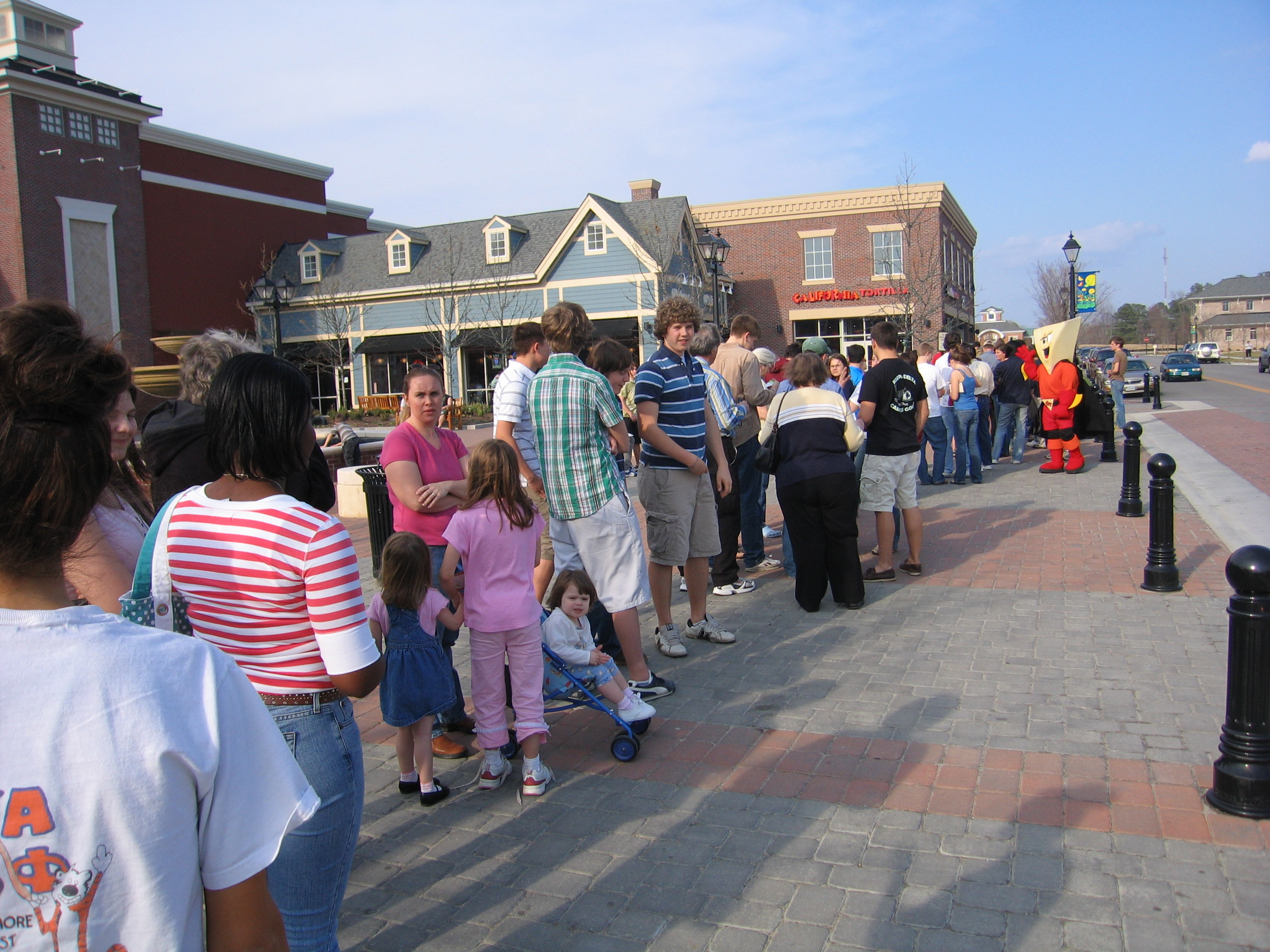
一家快餐店門前的的排隊狀態

休闲快餐店（英語：Fast casual restaurant），或称快速休闲餐厅，是来自北美的一种餐厅概念。其没有明确的定义，一般定位介于快餐店（Quick-service restaurant）和休闲餐厅（Casual dining restaurant）之间。通常被一些餐厅使用来彰显其和麦当劳、汉堡王之类的北美传统快餐店的不同。近年来，“休闲快餐店”和“快餐店”两者之间的界限已经逐渐模糊。

## 概念
休闲快餐店通常会被一些餐厅用作营销术语。用于表明某个餐厅有着比休闲餐厅更快的上餐速度；同时其会比普通快餐厅提供更精致、更贵的食物。北美休闲餐厅的例子有星期五美式餐廳、Applebee's、Chili's等，快餐店的例子有麦当劳、汉堡王等，休闲快餐店试图在这两类餐厅中找到一个平衡模式。此外，和休闲餐厅不同，休闲快餐店没有餐桌服务员，付款也仍是在点餐柜台边而不是餐桌边的。

### 以奇波雷为例
以北美各地流行的奇波雷墨西哥烧烤（Chipotle）为例，其目前就难以被界定为是“休闲快餐店”或是“快餐店”。
成立于1993年的奇波雷墨西哥烧烤，是北美“休闲快餐”概念的先驱餐厅之一。对比其竞争对手麦当劳和赛百味快捷而便宜的食物，奇波雷等餐厅尝试提供一些新鲜的且稍微高档一点的食物，同时改进装修以提供更舒适的就餐环境。其试图提出“休闲餐厅”的新概念，来改变人们对传统快餐高热量和多添加剂等不健康的印象。比如奇波雷墨西哥烧烤在2015年宣布从菜单中删除所有转基因食物（GMO），在2017年将所有的添加剂从墨西哥薄饼中删除，以强调其特点。这类餐厅获得了美国千禧世代的欢迎，年轻人们希望以可承受的价格买到更高质量、更健康的食物。
根据美国CNBC在2017年的报道，实际上，很多顾客难以说出其与普通快餐店的不同，许多顾客仍将其视为外卖的选择之一。同时其涉及的一系列食品安全事件也拉低了顾客的印象。

### 传统快餐店
近年来，不少传统快餐店也在进行着改进，从而进一步模糊了“休闲快餐店”的界限。
例如麦当劳推出了自制汉堡的服务，溫娣漢堡在不断改造其餐厅布置，使其更舒适，赛百味也增加了“健康”的宣传，并将鳄梨等通常被视为更高档的食材加入了菜单。近年来，传统快餐的价格也在上涨，与休闲快餐店的价格差更接近。同时，越来越多的顾客开始使用APP点餐取餐，休闲快餐店所强调的一些服务体验也无法显示出。

## 餐厅举例
- 奇波雷墨西哥烧烤[11]
- 潘娜拉麵包店[11]
- Shake Shack[12]
- Five Guys[13]